# Лорікет новобританський
Лоріке́т новобританський (Vini rubrigularis) — вид папугоподібних птахів родини Psittaculidae. Ендемік Папуа Нової Гвінеї.

## Опис
Довжина птаха становить 17 см. Забарвлення переважно зелене, на підборідді і горлі червона пляма, окаймлена жовтою смугою. Нижня сторона хвоста червона. Очі, дзьоб і лапи оранжеві.

## Поширення і екологія
Новобританські лорікети мешкають на островах Нова Британія, Нова Ірландія, Новий Гановер і Каркар в архіпелазі Бісмарка. Вони живуть у вологих гірських і рівнинних тропічних лісах, зустрічаються на висоті від 1000 до 1500 м над рівнем моря.